# Atanasio III di Costantinopoli
Atanasio III Patellarios (nato Alessio Patellarios in greco Αλέξιος Πατελλάριος?, in russo Алексий Пателла́рий?; Retimo, 1597 – Lubny, 5 aprile 1654) è stato un arcivescovo ortodosso greco, patriarca ecumenico di Costantinopoli per due brevissimi periodi: da marzo a giugno del 1634 e per una settimana nel 1652.
Atanasio è ricordato come Illuminante nella sinossi dei venerabili Atoniti della Chiesa ortodossa russa del 1670. La sua festa cade il 2 maggio, nella seconda settimana dopo Pentecoste.

## Biografia
Alessio nacque da una nobile famiglia con radici risalenti alla dinastia dei Paleologi. Suo padre Georgio era uno scienziato ed un editore, il fratello maggiore Eustachio era un medico. Per 26 anni visse a Creta nel monastero di Arkadi, allora sotto il dominio veneziano, e lì ricevette la sua educazione. Alessio conosceva bene la filosofia, il greco antico, il latino, l'ebraico, l'arabo e l'italiano.
Nel 1631 Alessio fu consacrato metropolita di Salonicco; era sotto la protezione del patriarca Cirillo Lucaris. All'inizio del 1634 venne formato un gruppo opposto a Lucaris per via della pubblicazione della Confessione orientale della fede cristiana del marzo 1629, poiché il documento presentava idee teologiche calviniste. Il gruppo fu formato a Fener e riuscì a deporre Cirillo, proponendo Alessio come nuovo patriarca ecumenico nel febbraio 1634. Alessio accettò e prese il nome di Atanasio III.
Dopo alcune settimane fu detronizzato da Lucaris, che riuscì a scappare dal luogo della sua prigionia. Atanasio dovette fuggire verso il Monte Athos, dove costituì uno skita. Nel 1635, Atanasio andò in Italia, soggiornando ad Ancona e Venezia. Il papa propose ad Atanasio il grado di cardinale solamente se egli avesse accettato il Credo con il Filioque, ma rifiutò.
Nel 1637 Atanasio fu richiamato a Costantinopoli e il 26 giugno 1638, dopo che Lucaris fu strangolato su ordine del sultano Murad IV, Atanasio divenne un pretendente al patriarcato. Partenio I, patriarca dal 1639 al 1644, impose ad Atanasio di rinunciare al trono patriarcale e di riprendere il titolo di metropolita di Salonicco. A causa delle tasse imposte alle metropoli, Atanasio non riuscì a pagare e fu incarcerato due volte, chiedendo allo zar russo Michele I le donazioni necessarie.
Nel 1643 si trasferì in Russia, ma lungo la strada si ammalò e rimase in Moldavia, ospitato da Vasily Lupu. A Galați fondò il monastero di San Nicola come metochio del monastero di Santa Caterina nel Sinai. In quel tempo scrisse "Inno alla Madre di Dio" e un elogio a Lupu.
Atanasio ritornò a Costantinopoli nel 1652 e ottenne il trono patriarcale per la seconda volta. Dopo poco tempo, nel luglio 1652, rinunciò volontariamente al patriarcato e lasciò definitivamente Costantinopoli. Durante quest'ultimo patriarcato, pronunciò un sermone menzionando la sua dissociazione con il cattolicesimo. Andò di nuovo in Moldavia a visitare Lupu a Iași, poi a Čyhyryn a visitare Bohdan Chmel'nyc'kyj. Grazie a queste conoscenze riuscì a raggiungere Mosca il 16 aprile 1653 e il 22 aprile fece visita allo zar Alessio.
Visse nel metochio di Kirillov e celebrò la liturgia divina nel monastero di Novospasskij e nella Cattedrale del Salvatore presso il Palazzo Terem. Nel luglio del 1653 Atanasio visitò il monastero della Trinità di Sergiev.
Su richiesta del patriarca russo Nikon, Atanasio scrisse L'Ordo della Liturgia episcopale in Oriente, che sottolineava il moscovita Archieratikon del servizio episcopale, che fino ad oggi è usato dalla Chiesa russa. Atanasio consegnò allo zar un quaderno in cui affermava il motivo principale della sua visita a Mosca; lo scopo era quello di proporre l'unione della Russia con la Moldavia e l'etmanato cosacco per fronteggiare l'impero ottomano. Dopo la vittoria russa, lo zar sarebbe diventato il nuovo imperatore romano e il patriarca di Mosca il nuovo patriarca ecumenico della Chiesa ortodossa.
Atanasio fu ritenuto un mercante di indulgenze, che vendette in grandi quantità in Ucraina e Russia.
Nel dicembre del 1653 Atanasio si trasferì in Moldavia nel monastero di Nicola a Galaţi. Nel febbraio del 1654 soggiornò nel monastero di Mhar vicino a Lubensk e morì il 5 aprile, nella settimana di Tommaso. Fu sepolto dall'igumeno del monastero della Trasfigurazione e il suo corpo è seduto sul trono posto sotto l'ambone.

## Culto
Il 1º febbraio 1662, le reliquie del santo furono traslate dal metropolita di Gaza Paisios Ligaridis, che, visitando il monastero di Lubensk, ebbe una visione di Atanasio durante il sonno. Nel 1672, lo zar avviò un'inchiesta sui presunti miracoli legati alle reliquie. Nel XVIII secolo, i manoscritti della sua agiografia e sul canone furono conservati nel monastero di Lubensk.
Nel 1818, Metodio, vescovo di Poltava, propose al Santissimo Sinodo la canonizzazione di Atanasio, ma la proposta fu rifiutata. Tuttavia, la venerazione verso Atanasio e i miracoli legati alle sue reliquie continuarono. Nel 1860, lo storico della chiesa Andrej Nikolaevič Murav'ëv scrisse una nuova agiografia di Atanasio con molte descrizioni dei miracoli collegati alle sue reliquie.
La storia della canonizzazione di Atanasio è vaga, ma la venerazione iniziò nella Chiesa ortodossa russa alla fine del XIX secolo, seppur Evgenij Golubinskij, attraverso le sue opere, dimostrò che la venerazione iniziò tra il 1672 e il 1676 sotto Giuseppe, metropolitana di Kiev, allora sotto la giurisdizione della Chiesa ortodossa di Costantinopoli.
Nel 1922, la cattedrale della Trasfigurazione, incluso il trono d'argento del santo, fu saccheggiata dai bolscevichi. Le reliquie furono trasferite a Charkiv negli anni trenta e trovarono collocazione nella Cattedrale dell'Annunciazione nel 1947.